# 約瑟夫·M·凱里
約瑟夫·莫爾·凱里（英語：Joseph Maull Carey；1845年1月19日—1924年2月5日），是一位美國共和黨的政治人物，曾在1911年至1915年擔任懷俄明州州長，也當過懷俄明領地眾議院議會代表和懷俄明州聯邦參議員。

## 生涯
凱里生於特拉華州米爾頓，1864年於賓夕法尼亞大學法律系畢業前就讀愛德華堡研究學院和聯合學院；三年後（1867年），他加入律師行列。
不久之後，他前往西部和成為自1869年到1871年懷俄明領地首任聯邦檢察官，及後，他在1871年至1876年出任懷俄明領地最高法院陪審法官直到他從替補席退休，成為一個牧場主。
之後，他開始步入政壇，首先於1872年至1876年成為百年委員會委員，後於1876年到1879年擔任共和黨全國委員會代表之一。1881年至1885年期間，凱里被選為夏延市長，接著在1885年至1890年當選美國眾議院懷俄明領地與會代表。當領地建州後，他隨即當選為美國參議院州聯邦參議員，任期自1890年至1895年，不過在1895年競逐連任失敗後就回歸律師事業，直到1911年他成功競選懷俄明州州長前他並未再進入政治。
1912年，凱里退出共和黨，加入參與籌組的進步黨以支持西奧多·羅斯福連任。他同時也擔任聯邦土地銀行副總裁與懷俄明大學董事。
凱里在79歲時於懷俄明州夏延去世。

## 外部連結
- WorldCat 聯合目錄中約瑟夫·M·凱里的著作或與之相關的著作
- 約瑟夫·M·凱里－美國國會國家人物傳記大辭典

| 官衔                      | 官衔                                                         | 官衔                                    |
| ------------------------- | ------------------------------------------------------------ | --------------------------------------- |
| 前任： F·E·阿多姆斯       | 懷俄明州夏延市長 1881年－1885年                              | 繼任： 弗朗西斯·E·沃倫                  |
| 前任： 布萊恩·B·布魯克斯  | 懷俄明州州長 1911年－1915年                                  | 繼任： 約翰·B·肯德里克                  |
| 美国众议院                |                                                              |                                         |
| 前任者： 莫頓·艾夫奧·普斯 | 懷俄明領地單一國會選區 眾議院代表 1885年－1890年             | 繼任者： 克拉倫斯·D·克拉克 為眾議院議員 |
| 美国参议院                |                                                              |                                         |
| 無 原因：懷俄明州建立     | 懷俄明州第2類參議員 1890年－1895年 與弗朗西斯·E·沃倫同時在任 | 繼任者： 弗朗西斯·E·沃倫                |